# Alan de la Zouche († 1190)
Alan de la Zouche (eigentlich Alain de la Ceoche; † 1190) war ein englischer, ursprünglich aus der Bretagne stammender Adliger. Er war der Begründer der englischen Familie Zouche.
Alan de la Zouche war vermutlich ein jüngerer Sohn des bretonischen Vicomte Gottfried von Porhoët und von Hawise, einer Tochter von Herzog Alain IV. von der Bretagne. Während der Herrschaft von König Heinrich II. siedelte er vor 1172 nach England über. Durch die Heirat mit Alice de Belmeis, einer Tochter von Philip de Belmeis und Maud de Meschins, erwarb er ein reiches Erbe, darunter Tong in Shropshire, Ashby in Leicestershire und North Molton in Devon.
Mit seiner Frau hatte er mindestens zwei Kinder:
- William de Belmeis († 1199)
- Roger de la Zouche (1182–1238)

Sein Erbe wurde schließlich sein Sohn Roger.